# Марія Амалія Баденська
Марія Амалія Єлизавета Кароліна Баденська (нім. Marie Amelie Elisabeth Caroline von Baden; (нар. 10 жовтня 1817 — пом. 17 жовтня 1888) — баденська принцеса з роду Церінгенів, донька великого герцога Бадену Карла та французької принцеси Стефанії де Богарне, дружина шотландського аристократа Вільяма Гамільтона, 11-го герцога Гамільтона. Через свою доньку Марію Вікторію є прапрапрабабкою правлячого князя Монако Альбера II.

## Біографія
Марія Амалія народилася 10 жовтня 1817 року в Карлсруе п'ятою дитиною та третьою донькою в родині великого герцога Баденського Карла та його дружини Стефанії де Богарне. Мала старших сестер Луїзу Амелію та Жозефіну. Старші брати померли в ранньому віці за загадкових обставин, одного з них пов'язують із дитиною Європи, найвідомішим знайдою Каспаром Гаузером.
Мешкало сімейство у палаці Карлсруе. Батько помер у молодому віці, коли Марії Амалії виповнився 1 рік. Матір більше не одружувалась і присвятила життя вихованню доньок. Опікуном дівчаток був призначений барон Зигмунд фон Ґеммінґен-Хорнберґ цу Трешклінґен. Відчуваючи вороже ставлення баденського двору, Стефанія від'їхала із дітьми до Мангеймського замку, який було їй надано в якості удовиної долі. Оселилися вони у західному крилі, який матір обладнала на свій смак. Липень та серпень від 1827 року проводили в Умкірхському замку.
На початку 1830-х Луїза Амалія та Жозефіна уклали шлюби та залишили домівку. Стефанія сподівалася, що її молодша донька стане дружиною французького принца. Після Реставрації Бурбонів вона мала план одружити її з герцогом Бордо. Втім, французька сторона ці ідеї не підтримувала, і Марія Амалія до 25 років залишалася неодруженою, хоча й була відома красою. Відвідуючи з матір'ю курорти Шварцвальду та Баден-Бадену, вона мала багато шанувальників. Однак, шлюб її сестри Луїзи Амелії із шведським принцом був на межі розлучення, яке ще в більшій мірі ускладнило б пошук підходящої партії для дівчини. Стефанії довелося благати старшу доньку та зятя зачекати з цим, поки вона не видасть у шлюб молодшу.
```
Зрештою, з дозволу великого герцога Баденського Леопольда, була прийнята шлюбна пропозиція шотландського аристократа, і 23 лютого 1843 року Марія Амалія стала дружиною 
Вільяма Гамільтона, маркіза Дугласа та Клейдесдаля
. Вінчання пройшло у Мангеймі. Наречений був на шість років старшим за наречену, і його описували як «найвродливішого чоловіка в Європі, елегантного та витонченого, найшляхетнішої крові та роду». Проте, шлюб був морганатичним, оскільки Гамільтон, не зважаючи на шляхетне походження, не належав до правлячого дому.
```

Після весілля молодята оселилися у замку Бродік на острові Арран, який був переобладнаний в баварському стилі спеціально для Марії Амалії. Оскільки чоловік не визнавався її рівнею при європейських дворах, Марія Амалія тактовно віддавала перевагу провінційному життю. Серед жителів острова Арран Вільям був дуже популярним. Принцеса ж почала цікавитися садівництвом, огородництвом та прикрашанням ландшафту, розводила троянди. По всьому острову вона наказала звести літні будиночки, де жінки могли очікувати чоловіків, доки ті полюють. Вельможні гості також часто навідували пару в їх замку. Серед візитерів були Шарль-Луї Бонапарт та Вікторія Кентська.
У подружжя народилося двоє синів та донька. У серпні 1852 року помер свекор Марії Амалії і її чоловік успадкував титул герцога Гамільтона. Після цього родина переїхала до палацу Гамільтонів у Ланаркширі. Часто навідували Париж та Баден-Баден.

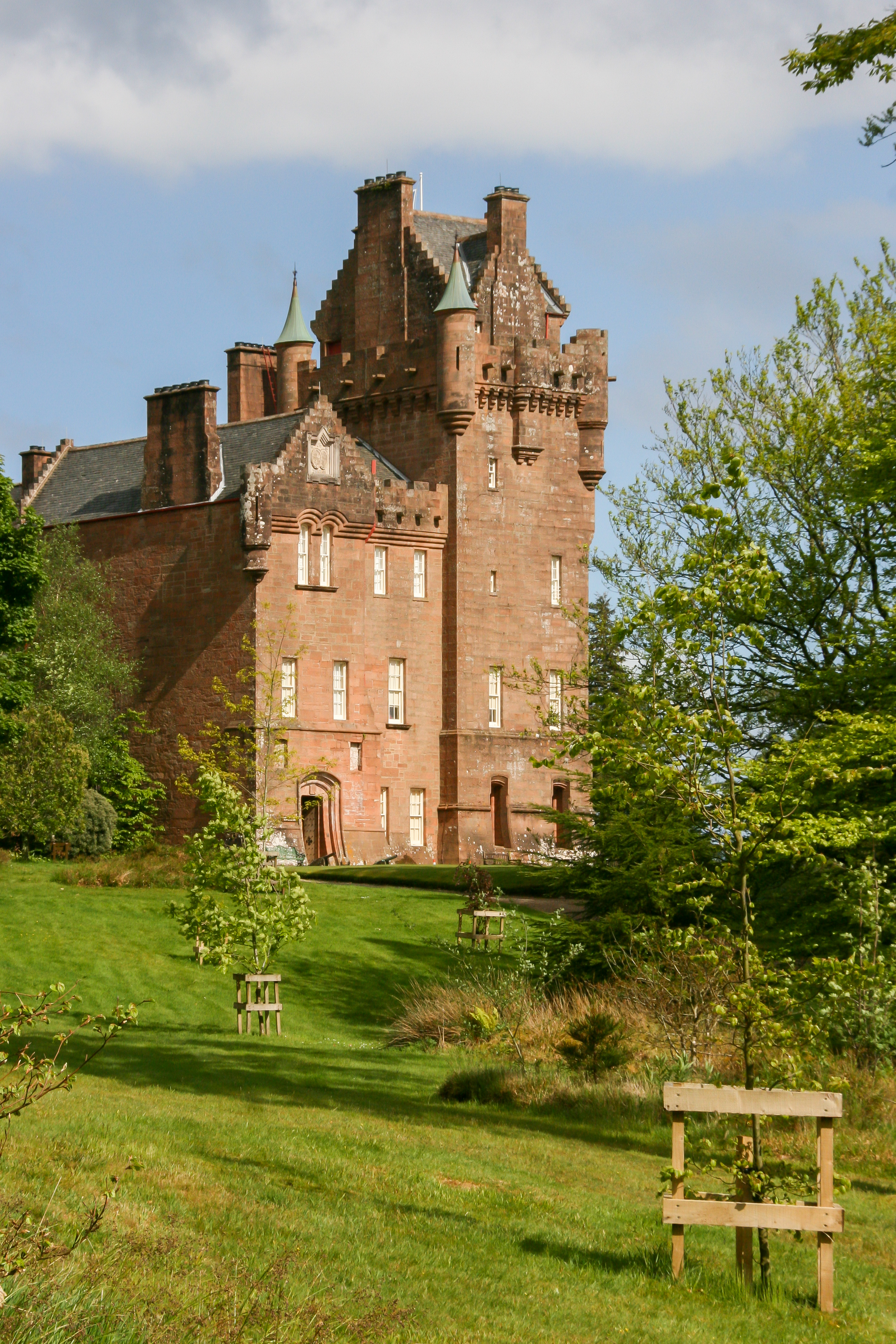
Замок Бродік

Після проголошення Шарля-Луї Бонапарта імператором Франції під іменем Наполеона III, Марія Амалія разом із чоловіком супроводжувала його під час офіційного в'їзду до Парижу у грудні 1852 року. Наступного року шотландські газети писали про перехід герцогині у лоно католицької церкви. Її добрі відносини із Наполеоном продовжувалися і надалі. Так, вона супроводжувала імператора до Італії та була присутньою на хрестинах його сина Наполеона Ежена. Теплі стосунки пов'язували її і з імператрицею Євгенією. Часто вона зупинялася у Гамільтонів, коли відвідувала Шотландію та Баден, а у 1860 році Марія Амалія запропонувала імператриці прихисток у своєму будинку в Шотландії, коли та не могла виїхати із Франції через складні політичні обставини.
Наприкінці січня 1860 року померла Стефанія де Богарне. Марія Амалія через важку хворобу не змогла бути присутньою на похороні матері. Натомість її чоловік прибув до Ніцци, де це трапилося, вже наступного вечора.
У 1863 році, під час відвідин подружжям Парижу, у Вільяма стався серцевий напад. За наказом дружини його перевезли в готель Брістоль на Вандомській площі. Марія Амалія весь час перебувала біля нього. Стан Вільяма був вкрай важким, і, хоча йому стало трохи краще, за три дні він помер. На момент його смерті фінансовий стан пари оцінювалися в 140 000 фунтів стерлінгів. Після смерті чоловіка Марія Амелія переїхала на віллу Стефанія, де її щорічно навідувала донька. На віллі також збиралися представники аристократичних сімей.
У 1867 році вдовіюча герцогиня, принц Уельський, із яким вона товаришувала, та двоє її синів були втягнуті у фінансові махінації. Дізнавшись про це, королева Вікторія наказала синові припинити будь-які контакти з Марією Амалією.
Герцогині не стало 17 жовтня 1888 року в Баден-Бадені за тиждень після її 71 дня народження. Її серце зберігається у князівській каплиці в Баден-Бадені.

## Родина

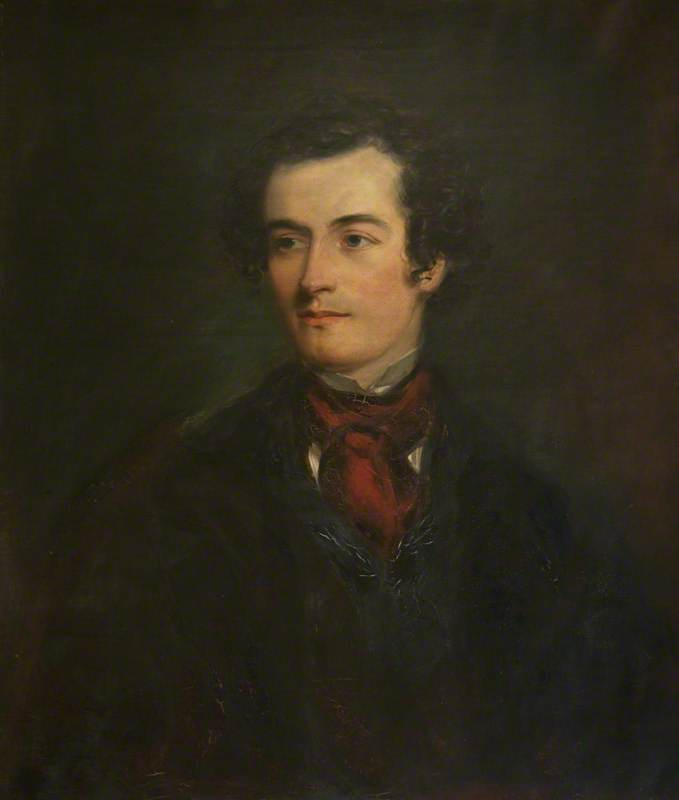
Вільям Гамільтон на портреті пензля Р. Бакнера

Чоловік —  Вільям Гамільтон, 11-й герцог Гамільтон
Дітиː
- Вільям (1845—1895) — 12-й герцог Гамільтон, 9-й герцог Брендон, 2-й герцог Шательро, 8-й граф Селкірк, був одруженим із леді Мері Монтегю, мав єдину доньку;
- Карл Георг (1847—1886) — 7-й граф Селкірк, одруженим не був, дітей не мав;
- Марія Вікторія (1850—1922) — дружина кронпринца Монако Альбера, згодом — графа Тассіло Фештетича фон Тольна, мала п'ятьох дітей.

## Нагороди
- Королівський орден Вікторії та Альберта (Велика Британія).